# (12491) Musschenbroek
(12491) Musschenbroek est un astéroïde de la ceinture principale.

## Description
(12491) Musschenbroek est un astéroïde de la ceinture principale. Il fut découvert le 3 mai 1997 à La Silla par Eric Walter Elst. Il présente une orbite caractérisée par un demi-grand axe de 2,90 UA, une excentricité de 0,05 et une inclinaison de 2,8° par rapport à l'écliptique.
Il fut nommé en hommage au physicien néerlandais Pieter van Musschenbroek (1692-1761), professeur à l'Université d'Utrecht et à l'Université de Leyde.